# Begur
Begur [bəgú] és una vila i municipi de la comarca del Baix Empordà i un centre turístic important de la Costa Brava. Limita al sud amb Palafrugell, al sud-oest amb Regencós, i a l'oest i al nord amb Pals.
També escrit com Bagur a partir del segle xiv, per la variació en la transcripció de la vocal neutra, està documentat a l'edat mitjana com Begurio, probablement el nom llatinitzat d'un cèltic Becuro.

## Geografia
- Llista de topònims de Begur (Orografia: muntanyes, serres, collades, indrets..; hidrografia: rius, fonts...; edificis: cases, masies, esglésies, etc).

El municipi, de 21 km², és molt accidentat: la pràctica totalitat del terme és ocupada per un conjunt de turons anomenats en conjunt el massís de Begur, amb el cim de son Ric a 323 m.s.n.m. Està vertebrat al voltant del castell de Begur, amb la vila al seu migdia (200 m.s.n.m), tots dos situats a dalt d'un turó just al nord de son Ric, a 2,3 km del cap de Begur (antigament d'Aiguafreda) a l'est i 2,7 km del cap de sa Sal al nord-est. La vila és el centre administratiu del terme i concentra 2.724 dels 4.258 begurencs censats (2009).
Al vessant nord-oest del turó de la vila, hi ha una pedrera encara en actiu i una duna interior anomenada sorres de Begur, que s'estén fins al mas fortificat de ses Garrites, a prop dels masos de Pals, on comença la plana empordanesa, una plana al·luvial creada pel delta del riu Ter. Al nord-est del turó, la vall de sa Riera separa els caps de la costa de l'interior, desembocant en la platja de sa Riera, la més gran i turística del municipi, que es troba flanquejada al nord per la cala de l'Illa Roja i la platja del Racó, fitant amb la platja de Pals. Tot just al sud-est de sa Riera arrenca la reserva marítima de ses Negres, una abrupta costa rocosa que culmina al sud amb el cap de sa Sal. Des d'aquí, i al llarg de la costa, una sèrie de cales —producte de petits torrents que naixen al massís— permeten l'existència de petits nuclis de població que d'antuvi es dedicaven a la pesca i avui dia, al turisme, sovint amb un creixement urbà residencial significant als últims decennis: Aiguafreda, Sa Tuna, Platja Fonda, Fornells i Aiguablava. En aquesta última es troba el parador de turisme d'Aiguablava; mentre que al nord hi ha l'hotel de Cap sa Sal al cap homònim.
Al sud-oest del turó, allà on comença la plana entre el massís de Begur i el massís de les Gavarres i en proximitat amb el nucli urbà de Palafrugell, hi ha el petit poble d'Esclanyà —808 habitants (2005), dividits entre el seu nucli antic romànic i una urbanització al sud. Entre Esclanyà i la vila de Begur, hi ha una urbanització anomenada Residencial de Begur, que s'estén entre les rieres de Saltsesaigües i de l'Esclanyà. D'altres urbanitzacions es troben per tota la costa i algunes valls i tossals interiors, formant entre la vila i Fornells un únic continu urbà. El municipi compta amb molts hotels i un càmping.
Fora dels nuclis urbans del municipi, la quasi totalitat del massís és coberta d'un bosc d'alzina i d'algunes plantacions de pins. Tot i que històricament és important, la indústria surera és avui dia poc significant. L'activitat ramadera i hortícola hi és, també, molt minoritària. Pel que fa al pla d'Esclanyà, on es troba el disseminat del Brugar, arraconat entre els termes de Palafrugell i Regencós, es reparteix entre un polígon industrial i camps de conreus de cereals.
El 2005 el límit entre els municipis de Palafrugell i Begur va ser modificat per facilitar la vialitat de Palafrugell, població que va incorporar una àrea del terme d'Esclanyà i va cedir la seva part de la urbanització de la Vessana i una part de la d'Aigua Xelida a Begur.

## Història
L'origen de Begur es remunta a un assentament iber situat on actualment es troba el castell i que data del segle vi aC. La primera referència documentada al lloc, si bé sense anomenar-se encara Begur, data de l'any 889 i és la concessió d'una possessió, que corresponia a una part del terme, al monestir de Sant Pau de Fontclara, feta pel rei franc Odó.
El nom de Begur apareix per primer cop als inicis del segle xi, referit al castell. Des del segle xiv, el lloc obtingué una certa importància (180 habitants), i a mitjan segle xv esdevingué "carrer" de Barcelona. El castell fou destruït l'any 1467, durant la guerra civil catalana, però posteriorment fou reconstruït. Fou enderrocat novament el 1810, quan va ser ocupat per tropes britàniques durant la Guerra del Francès. Ha estat en ruïnes des d'aleshores.
El patrimoni arquitectònic i urbanístic de Begur testimonia els aspectes més importants de la seva història moderna. Les torres de defensa alerten del perill de la pirateria en els segles XVI i XVII. Els carrers de la Vera i de Sant Antoni estan vinculats a l'activitat corallera en els segles XVIII i XIX. Les cases de Pere Cortada Sabater, Pere Roger, Can Pi, Can Petu, Can Sora, etc., el Casino Cultural i l'Ajuntament, mostren el passat indià. L'Hotel Cap Sa Sal amb els jardins de Rubió i Tudurí (1963) i les cases d'estiueig de l'alta burgesis, com la casa Cantarell de Josep Pratmarsó (1963) i casa Cruylles d'Antoni Bonet Castellana (1968) expliquen el seu esdevenir turístic.

## Economia
L'economia de Begur es basava tradicionalment en el conreu de cereals i olives i en la vinya. Tot i així, la fil·loxera posà fi a l'activitat vinícola a mitjan segle xix. Una altra activitat important era aquella lligada al corall, però a partir del segle xix perdé lloc davant de l'aprofitament del suro, que arribà a la màxima esplendor el 1880, amb 400 treballadors i 25 factories. Al llarg del segle xx, i especialment a partir de 1950, totes aquestes activitats han cedit protagonisme al turisme; i en alguns casos han desaparegut del tot. La pesca ha estat una activitat practicada des de temps remots pels begurencs, si bé mai d'una forma important.

## Monuments
A banda del castell de Begur, també són d'interès monumental les diverses torres de defensa situades dins del nucli vell. Aquestes torres es van aixecar durant els segles xvi i xvii, per protegir-se de la pirateria barbaresca. Encara se’n conserven quatre: la torre de Can Marquès, la de Sant Ramon (o d'en Caixa), la d'Hermanac de Can Pi, i la de Pella i Forgas.
Cal destacar, també, l'església gòtica de Sant Pere i edificis històrics com el Casino Cultural o les Escoles Velles. A Esclanyà destaquen el castell, del segle xiv, del qual queda només una torre, i l'església de Sant Esteve.
La Casa del Doctor Miret, la Casa Añó, Can Rogera i la Capella de Sant Ramon són edificis del municipi inclosos en l'Inventari del Patrimoni Arquitectònic de Catalunya.
També és significatiu el nombre de construccions modernistes que hi van aixecar, a la darreria del segle xix i a principis del XXI, els anomenats indians, begurencs que van travessar l'oceà Atlàntic per anar a fer fortuna al continent americà, sobretot a Cuba. Anualment, des del 2004, a principi de setembre, se celebra la Fira d'Indians, que cada any té un tema central diferent a partir del qual es fan les activitats a l'aire lliure, sempre amb l'objectiu principal de recordar el passat indià o cubà de Begur.
Finalment, els nuclis costaners, especialment el de Sa Tuna, conserven cases, escars i altres edificis relacionats amb la vida tradicional dels pescadors que hi habitaven entre el segle xviii i el segle xx.

## Demografia
| Entitat de població | Habitants (2023) |
| Begur               | 2.815            |
| Esclanyà            | 980              |
| Fornells            | 166              |
| Sa Riera            | 128              |
| Sa Tuna             | 118              |
| el Racó             | 78               |
| Aiguablava          | 50               |
| Aiguafreda          | 40               |
| Font: Idescat       |                  |

| 1497 | 1515 | 1553 | 1787  | 1887  | 1900  | 1920  | 1950  | 1970  | 2010  | 2024  |
| 64   | 48   | 45   | 1.911 | 1.761 | 1.908 | 1.796 | 1.005 | 2.234 | 4.209 | 4.245 |

A l'estiu la població supera els 40.000 habitants i multiplica per 10 la població que hi ha a l'hivern.

## Fills i filles il·lustres
- Sebastià Pi i Pi (1847 - 1914): mestre d'obres i delegat a l'Assemblea de Manresa (1892).
- Josep Elies i Bosquets (segle xix): advocat, va participar en la guerra del Francès i va ser síndic de Barcelona (1821-1823).
- Josep Pella i Forgas (1852 - 1918): fou un historiador, jurista i polític català.
- Lluís Puig i Ferriol (1932 -): és un jurista català.
- "Xico Florian", Francesc Pi i Amat (1922 - 2009): pescador de la cala de Sa Riera.

Hi visqueren i en foren sebollits al cementiri: Carmen Amaya, ballarina de flamenc (després, les restes foren portades a Santander, al panteó del seu marit), i el prehistoriador i arqueòleg Lluís Pericot i Garcia.

## Galeria d'imatges

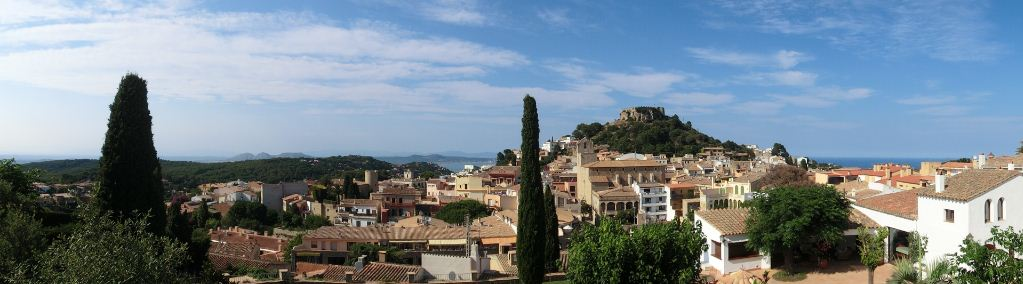
Panoràmica de Begur
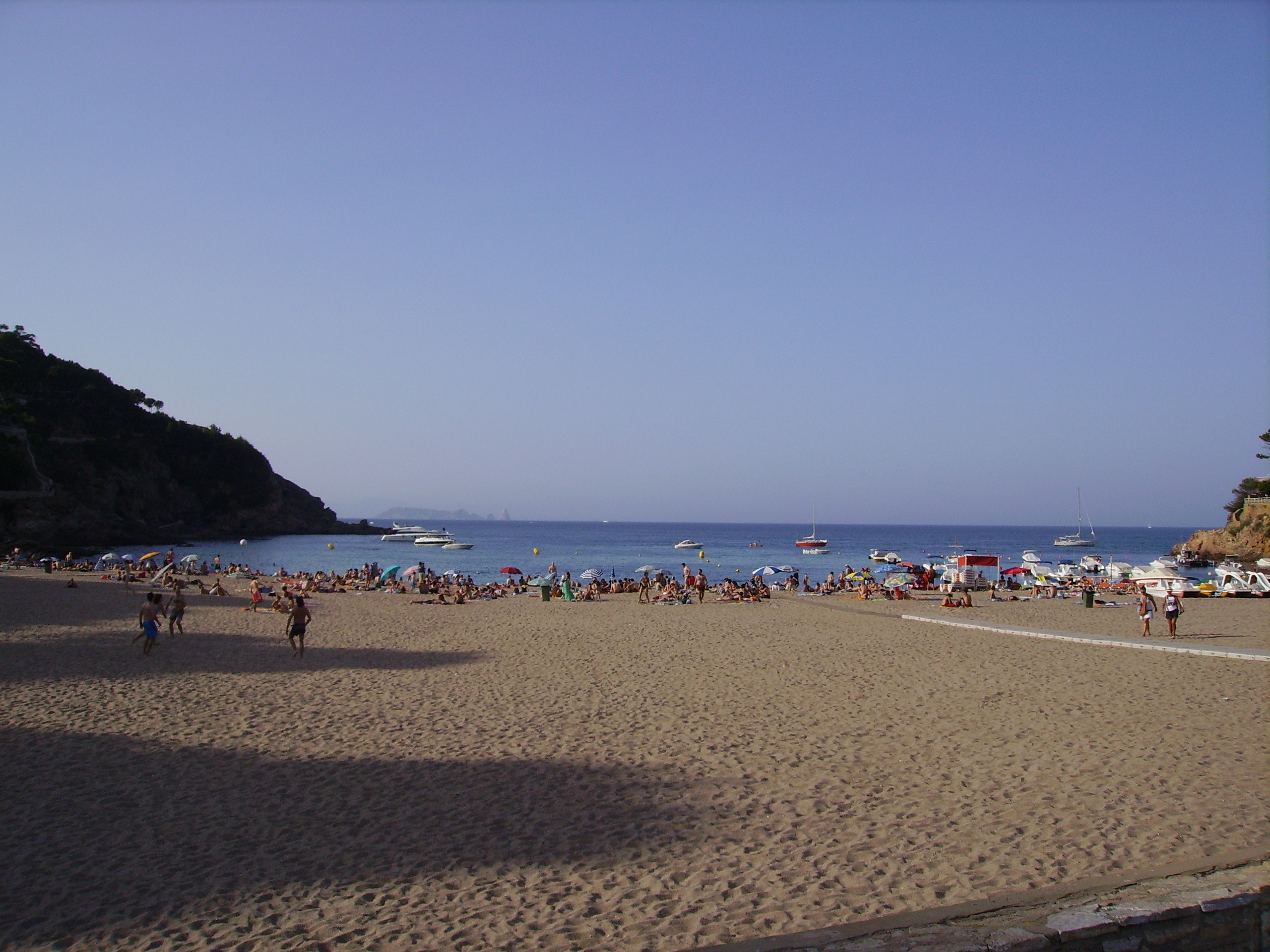
Platja de sa Riera
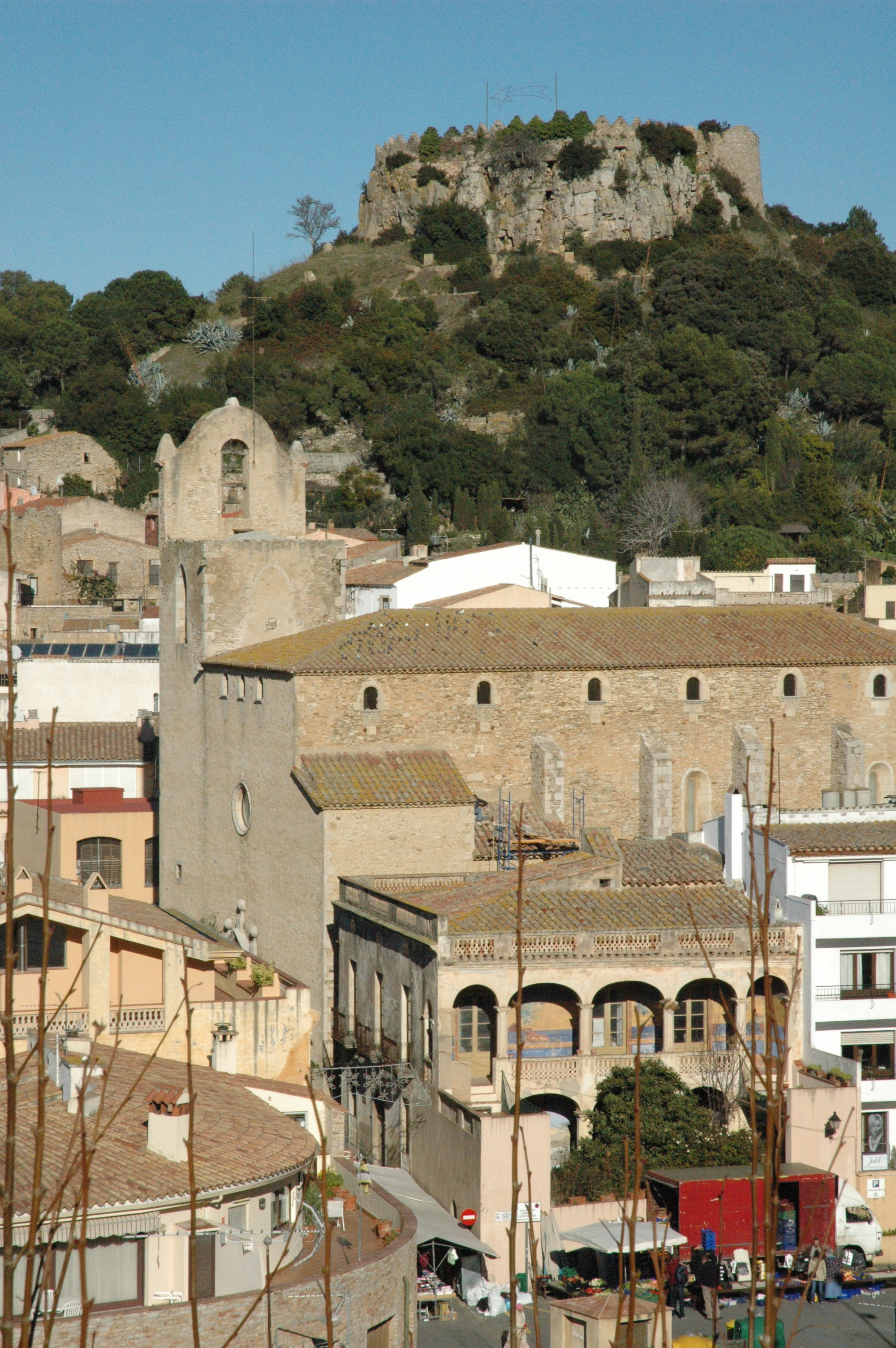
Ruïnes del castell de Begur
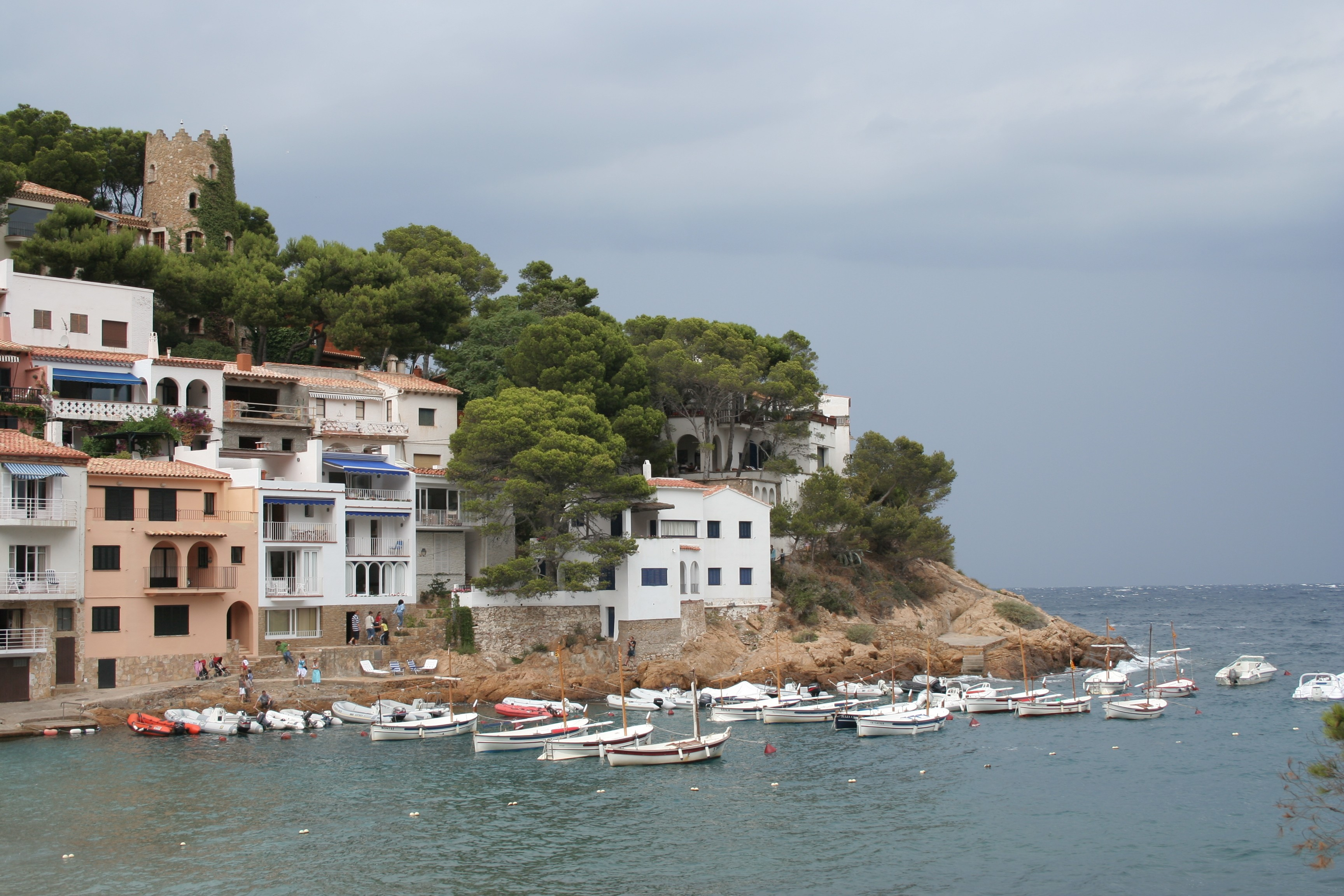
Sa Tuna
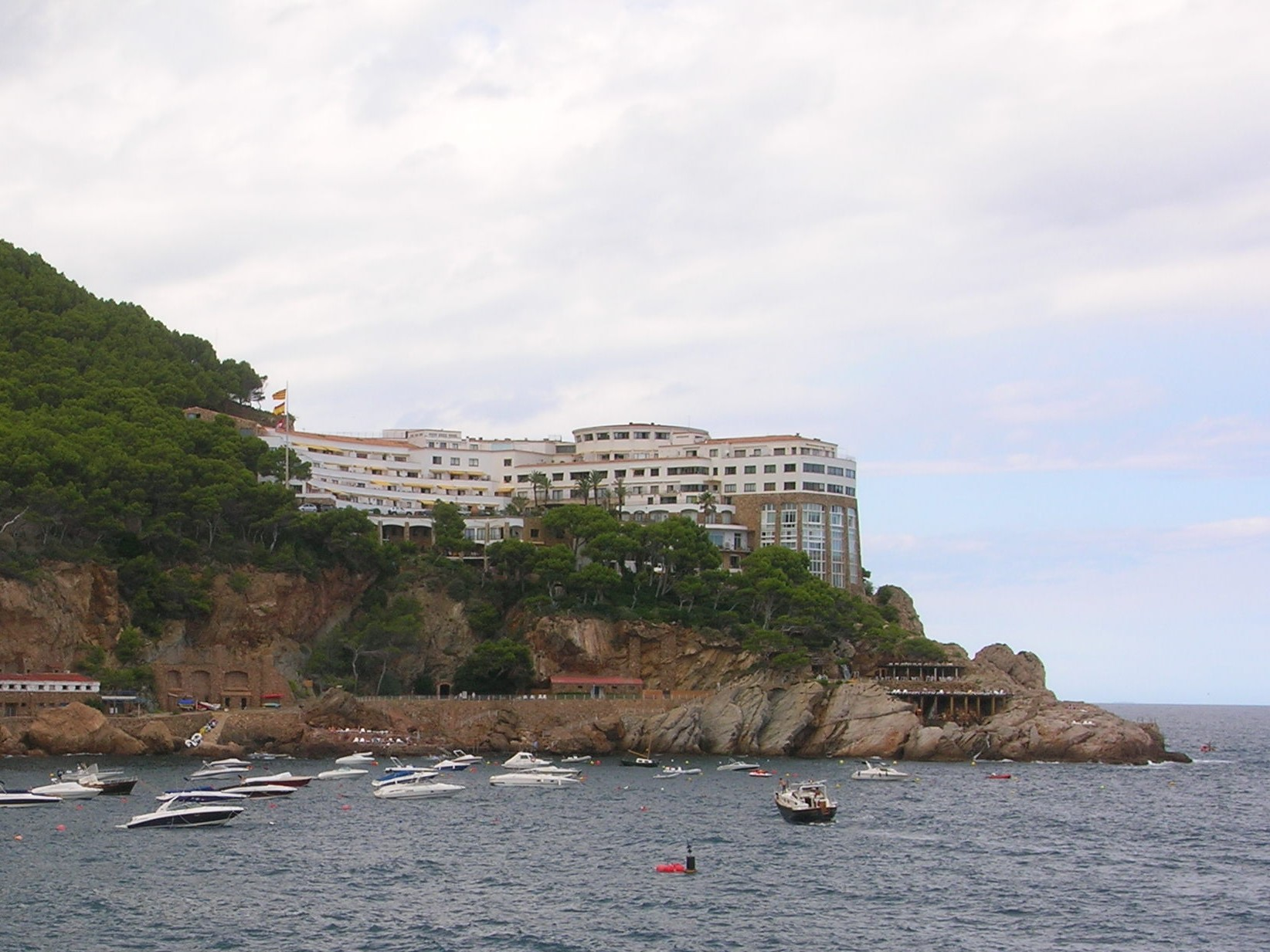
Edifici i hotel a Cap de sa Sal (Aiguafreda)
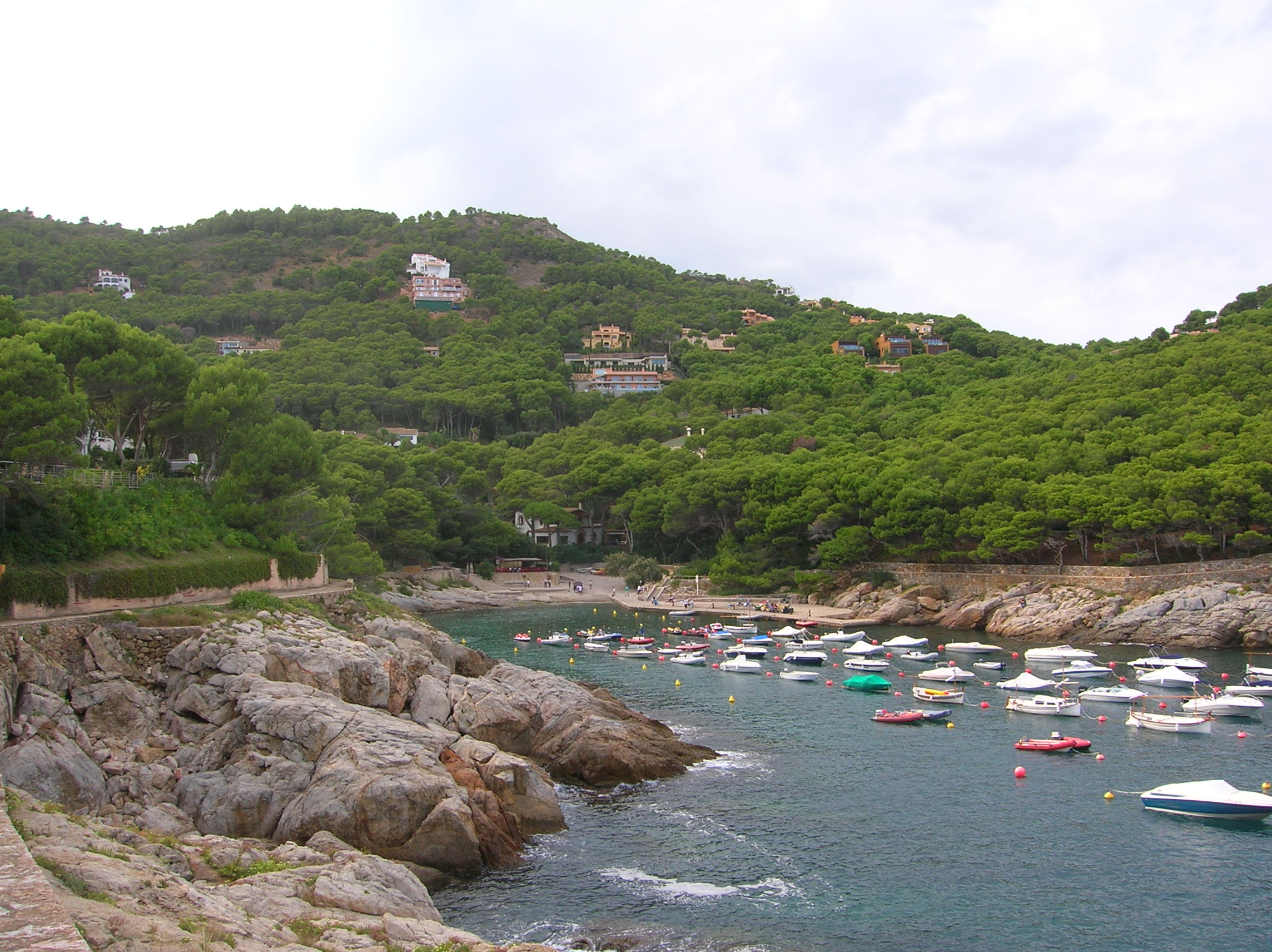
Cala d'Aiguafreda
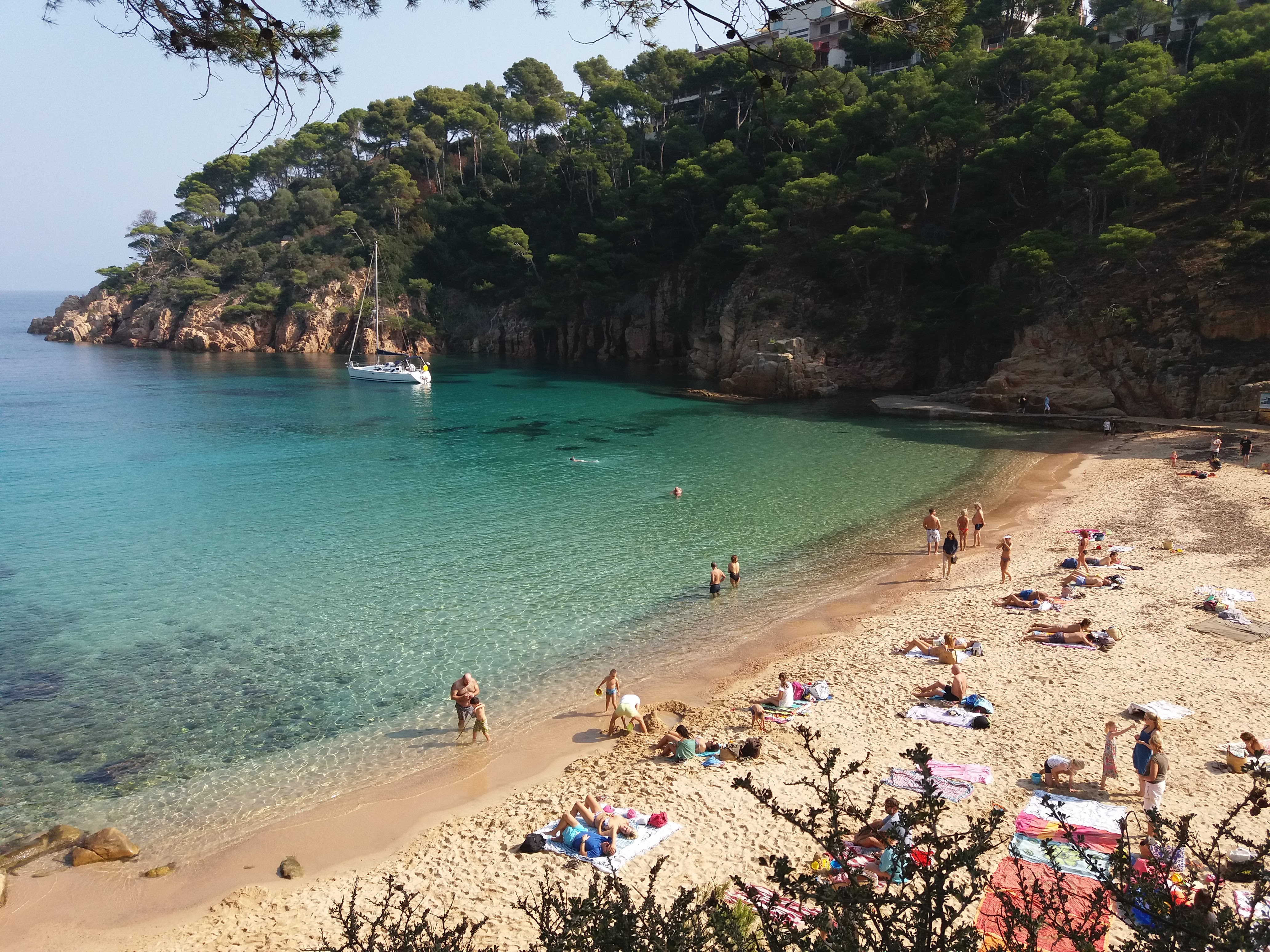
Cala d'Aiguablava